# Bâtiment de l'Orchestre symphonique de Niš
Le bâtiment de l'Orchestre symphonique de Niš (en serbe cyrillique : Зграда Симфонијског оркестра у Нишу ; en serbe latin : Zgrada Simfonijskog orkestra u Nišu) se trouve à Niš, dans la municipalité de Medijana et dans le district de Nišava, en Serbie. Il est inscrit sur la liste des monuments culturels protégés de la république de Serbie (identifiant no SK 1932),,.

## Présentation

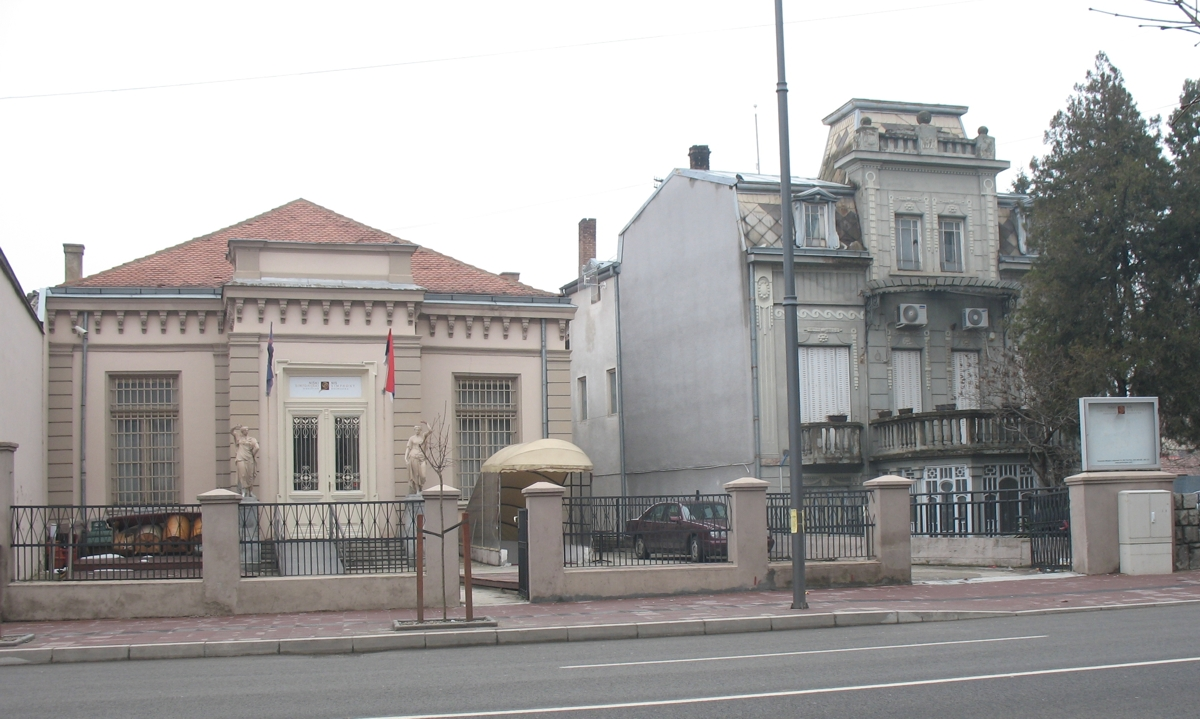
Le bâtiment de l'Orchestre symphonique (à gauche) et le bâtiment de l'administration du Musée national de Niš (à droite).

Le bâtiment, situé 16 rue Generala Milojka Lešjanina, a été construit en 1902 pour les besoins de la Banque d'épargne de Niš, un établissement fonctionnant comme une société par actions, ; cette banque est restée en activité jusqu'en 1948, date à laquelle elle a été supprimée. Le bâtiment a été édifié dans un style éclectique, avec des éléments néo-classiques et néo-Renaissance.
De plan légèrement allongé, il se compose d'un simple rez-de-chaussée surélevé. Il est rythmé par une corniche reposant sur une série de consoles ornées de motifs végétaux et par une entrée située dans une avancée, avec un escalier au centre ; cette entrée est encadrée par des sculptures féminines placées sur des piliers, figurant des déesses de la fécondité ; de part et d'autre de l'entrée se trouve une grande fenêtre grillagée et, au-dessus, se trouve un fronton rectangulaire.
En plus de sa valeur architecturale, le bâtiment possède également une valeur historique puisqu'il a abrité la première et la plus ancienne banque du sud de la Serbie fondée en 1884, contribuant ainsi au développement économique de la ville de Niš et de sa région.
Depuis 1960, le bâtiment abrite l'orchestre symphonique de Niš.